# Ptilodegeeria lindigi
Ptilodegeeria lindigi är en tvåvingeart som beskrevs av Townsend 1931. Ptilodegeeria lindigi ingår i släktet Ptilodegeeria och familjen parasitflugor.
Artens utbredningsområde är Venezuela. Inga underarter finns listade i Catalogue of Life.